# The Pretty Things
The Pretty Things je engleski rock sastav iz Londona. Osnovan je 1963. godine. Sviraju i danas, a komercijalno najuspješniji su bili sredinom 1960-ih. Ime si je nadjenuo prema pjesmi Boa Diddleya iz 1955. godine Pretty Thing. Glazbeno su utjecali na Roxy Music. David Bowie obradio je dvije pjesme The Pretty Thingsa na svom albumu Pin Ups.

## Diskografija

### Studijski albumi
- The Pretty Things (1965) – br. 6 u UK
- Get the Picture? (1965.)
- Emotions (1967.)
- S.F. Sorrow (1968.)
- Parachute (1970.) – br. 43 u SAD
- Freeway Madness (1972.)
- Silk Torpedo (1974.) – br. 104 u SAD
- Savage Eye (1976.) – br. 163 u SAD
- Cross Talk (1980.)
- ... Rage Before Beauty (1999.)
- Balboa Island (2007)[1]
- The Pretty Things/Philippe DeBarge (2009.) – (snimljen 1969.)
- The Sweet Pretty Things (Are in Bed Now, of Course...) (2015.)
- Bare as Bone, Bright as Blood (2020.)

### Albumi uživo
- Live at Heartbreak Hotel (1984.)
- Out of the Island (1988.)
- Rockin' the Garage (1992.)
- Resurrection (1998.) (S.F. Sorrow izveden uživo u studiju Abbey Road, na snimci izvode i glazbenici Arthur Brown i David Gilmour)
- Live at the 100 Club (2014.) (prvi album izveden uživo)

## Vanjske poveznice
- Službene stranice
- The Pretty Things na AllMusicu